# Фраттаминоре
Фраттаминоре (итал. Frattaminore) — коммуна в Италии, располагается в регионе Кампания, в провинции Неаполь.
Население составляет 15 987 человек (на 2004 г.), плотность населения составляет 8033,7 чел./км². Занимает площадь 1,99 км². Почтовый индекс — 80020. Телефонный код — 081.
Покровителем коммуны почитается святой Симеон, пророк (San Simeone profete), предположительно, Симеон Богоприимец. Праздник ежегодно празднуется 8 октября. Также 2 февраля в храме святого Симеона торжественно празднуется Сретение Господне. В третье воскресение мая в храме святого Симеона служится особая служба Пресвятой Богородице. 22 сентября особо поминают святого мученика Маврикия, в честь которого освящён приход.